# ABC (음반)
| 전문가 평가              | 전문가 평가 |
| 평가 점수                | 평가 점수   |
| 출처                     | 점수        |
| ------------------------ | ----------- |
| AllMusic                 | [ 1 ]       |
| Christgau's Record Guide | B+          |
| Rolling Stone            | favorable   |

《ABC》는 잭슨 5의 두 번째 스튜디오 음반으로 1970년 5월 8일 모타운 레코드에서 발매되었다. 1위 싱글인 〈ABC〉와 〈The Love You Save〉을 선보였다. 또한 LP에는 펑카델릭의 〈I'll Bet You〉, 〈I Found That Girl〉(저메인 잭슨의 유일한 리드곡), 그리고 원래 다이애나 로스 주도의 슈프림스가 녹음한 〈The Young Folks〉의 커버를 포함한 몇몇 주목할 만한 음반 트랙들이 있다.
이 음반은 빌보드 200 차트 4위, 《빌보드》 블랙 앨범 차트 1위로 정점을 찍었고, VH1 올 타임 앨범 탑 100위에서 98위로 선정되었다. 이 음반은 전세계적으로 570만장 이상 팔리는 잭슨 5의 가장 인기 있는 노력 중 하나로 남아 있지만, 이는 홍보와 마케팅 효과를 높이기 위해 노력한 모타운에 의해 설명된 판매 수치라고 할 수 있다.

## 곡 목록
| #   | 제목                                        | 작사·작곡                                           | 재생 시간 |
| --- | ------------------------------------------- | --------------------------------------------------- | --------- |
| 1.  | 〈The Love You Save〉                       | 코퍼레이션                                          | 3:01      |
| 2.  | 〈One More Chance〉                         | 코퍼레이션                                          | 2:59      |
| 3.  | 〈ABC〉                                     | 코퍼레이션                                          | 2:56      |
| 4.  | 〈2-4-6-8〉                                 | 글로리아 존스, 팸 소여                              | 2:55      |
| 5.  | 〈(Come 'Round Here) I'm the One You Need〉 | 브라이언 홀랜드, 라몬트 도지어, 에디 홀랜드         | 2:46      |
| 6.  | 〈Don't Know Why I Love You〉               | 룰라 메이 하더웨이, 돈 헌터, 폴 라이저, 스티비 원더 | 3:47      |
| 7.  | 〈Never Had a Dream Come True〉             | 원더, 실비아 모이, 헨리 코스비                      | 2:58      |
| 8.  | 〈True Love Can Be Beautiful〉              | 레너드 캐스턴 주니어, 지애나 잭슨, 바비 테일러      | 3:24      |
| 9.  | 〈La-La (Means I Love You)〉                | 톰 벨, 윌리엄 하트                                  | 3:26      |
| 10. | 〈I'll Bet You〉                            | 조지 클린턴, 시드니 반즈, 테레사 린지               | 2:26      |
| 11. | 〈I Found That Girl〉                       | 코퍼레이션                                          | 2:57      |
| 12. | 〈The Young Folks〉                         | 조지 고디, 앨런 스토리                              | 2:50      |